# Dario Šimić
Dario Šimić (født 12. november 1975 i Zagreb, Jugoslavien) er en kroatisk tidligere fodboldspiller (forsvarer), der spillede 100 kampe for Kroatiens landshold.
Šimić debuterede for landsholdet i 1996 og spillede sin sidste landskamp i 2008. Han repræsenterede sit land ved hele seks slutrunder, EM 1996, VM 1998, VM 2002, EM 2004, VM 2006 og EM 2008.
På klubplan repræsenterede Šimić Croatia Zagreb i hjemlandet, franske AS Monaco samt de to store Milano-klubber Inter og Milan i Italien.
Med Milan var Šimić med til at vinde både det italienske mesterskab, en udgave af Coppa Italia samt to UEFA Champions League-titler, i henholdsvis 2003 og 2007. Han var dog ikke på banen i nogen af de to Champions League-finaler.